# سیارک ۸۸۵۰
سیارک ۸۸۵۰ (به انگلیسی: 8850 Bignonia، نامگذاری:1990VQ6) هشت هزار و هشتصد و پنجاهمین سیارک کشف شده‌است که در ۱۵ نوامبر ۱۹۹۰ کشف شد.
قدر مطلق سیارک برابر ۱۳٫۰۰ است.